# Amenherjepeshef (hijo de Ramsés VI)
Amenherjepeshef  fue un príncipe egipcio que vivió durante la dinastía XX. Era hijo de Ramsés VI y la reina Nubkhesbed.

## Datos sobre su vida
Poco se sabe sobre su vida. Luego de que su padre accediera al trono, fue designado como heredero al trono de Horus. Sin embargo, no logra sobrevivir a su padre, y la heredad del trono pasa a sus hermanos menores.
| M17 | Y5 · N35 | D2 · Z1s | F23 · f | A52 |

| M17 | Y5 · N35 | D2 · Z1s | F23 · f | A52 |

### Sepultura
Amenherjepeshef tuvo el privilegio de ser enterrado en el Valle de los Reyes, en la orilla occidental del Nilo, en Tebas. Su prematura muerte ocurrió cuando, probablemente, no tenía tumba, por lo que utilizó la que se encontraba preparada para el canciller Bay. Nuevos frescos fueron hechos para la ocasión, con imágenes del príncipe y de su padre ofrendando a diversos dioses.
Signo de la época, el sarcófago del príncipe Amenherjepeshef también era reutilizado; pertenecía originalmente a la reina-faraón Tausert de la vecina tumba KV14, sustituyendo el tocado del buitre de las reinas por la trenza lateral de los príncipes jóvenes.